# FC Neves
El Futebol Clube Neves és un club de futbol de l'illa de São Tomé, a São Tomé i Príncipe. L'equip té la seu a la localitat de Neves, al districte de Lembá i juga a la Primera Divisió de la Lliga de São Tomé de futbol.

## Història
A la dècada de 2000, Neves va jugar principalment a la Segona Divisió fins que es van promocionar en la temporada 2009-10. Neves va participar fins que va ser relegat l'any 2011 després d'haver estat desè amb 17 punts. Va passar dos anys a la Segona Divisió fins que va ascendir una vegada més el 2014; el club va acabar sisè a la Primera Divisió de 2014 i va continuar fins al final de la temporada de 2015 on van quedar relegats. Neves va passar només una temporada a segona divisió en 2016. El club era el campió de temporada de la Segona Divisió Regional, i juntament amb la UDESCAI va competir per l'ascens a la Primera Divisió. A la temporada 2017, a la meitat de la temporada, el FC Neves va arribar fins al segon lloc i va intentar guanyar un títol regional. A la 17a ronda, la seva oportunitat es va reduir el 5 d'agost, ja que van ser tercers el 3 de setembre, i Neves va acabar la temporada quart per darrere dels Bairros Unidos FC.

## Assoliments
- Segona Divisió de l'illa de São Tomé: 1

2016

## Resultat del campionat entre illes
| Temporada | Divisió | Posició | Jugats | Guanya | Empata | Perd | GF | GC | GD  | Punts | Copa | Qualificació/descens                  |
| --------- | ------- | ------- | ------ | ------ | ------ | ---- | -- | -- | --- | ----- | ---- | ------------------------------------- |
| 2011      | 2       | 10      | 21     | 3      | 8      | 10   | 24 | 37 | -13 | 17    |      | Relegat a la Segona Divisió           |
| 2012      | 3       |         | 18     | -      | -      | -    | -  | -  | -   | -     |      |                                       |
| 2013      | 3       |         | 18     | -      | -      | -    | -  | -  | -   | -     |      | Promociona a Primera Divisió          |
| 2014      | 2       | 6       | 18     | -      | -      | -    | -  | -  | -   | -     |      | Cap                                   |
| 2015      | 2       |         | 18     | -      | -      | -    | -  | -  | -   | -     |      | Relegat a Segona Divisió Regional     |
| 2016      | 3       | 1       | 18     | -      | -      | -    | -  | -  | -   | -     |      | Promociona a Primera Divisió Regional |
| 2017      | 2       | 4       | 22     | -      | -      | -    | -  | -  | -   | 34    |      | Cap                                   |